# Klapa Ošjak
Ošjak je klapa iz Vele Luke.

## Povijest klape
Osnivač: 
Osnovana: 
Glazbeni voditelj su bili Mirko Oreb, Petar Prizmić, Dinko Fio, Duško Tambača i Krešimir Magdić
Plodnu suradnju je ostvarila s hrvatskim skladateljem Dinkom Fiom, a izvodila je i pjesme poznatih hrvatskih pjesnika kao što su Jakša Fiamengo i Lucija Rudan. 
Surađivala je s hrvatskim legendarnim pjevačem Oliverom Dragojevićem.
Sudjelovala je na raznim hrvatskim glazbenim festivalima. Bila je gotovo redovnim sudionikom Festivala dalmatinskih klapa u Omišu (od 1978.). Sudjelovala je i na Festivalu Marko Polo u Korčuli, splitskom festivalu 1985. s Jasnom Zlokić i inima.
Klapa je gostovala u Nizozemskoj, Italiji, Njemačkoj za 750-tu godišnjica grada Berlina i Češkoj. Izdala je dva samostalna nosača zvuka, te više zajedničkih.

## Uspjesi i glazbena priznanja
- apsolutni pobjednici FDK Omiš 1981. i 1983. godine[1]
- pobjednici FDK Omiš 1994.: skladba Ruko moja što si takla (glazba Krešimir Magdić, stihovi Jakša Fiamengo)[2]
- Porin 1997. za najbolji album folklorne glazbe